# Asperula beckiana
Asperula beckiana là một loài thực vật có hoa trong họ Thiến thảo. Loài này được Degen mô tả khoa học đầu tiên năm 1908.